# مخلقة أكسيد النتريك
مخلّقات أكسيد النتريك هي صنف من أصناف الإنزيمات المخلّقة (سينثاز)، وتختصر ب (NOSs) (ملاحظة 1) وشيفرتها المختصرة (EC 1.14.13.39). وهي عائلة من الإنزيمات التي تحفز إنتاج أكسيد النيتريك (NO) من L-أرجينين. وأكسيد النيتريك هو انزيم مهم لخلق الإشارات الخلوية. فهو يساعد على تعدل عمل الأوعية الدموية، وإفراز الأنسولين، وتحسين مجرى التنفس، والتمعج. حيث يزيد من قدرة الجسم على الاستجابة والتواؤم مع مستويات الأوكسجين المنخفظة ويجعل الجسم قادرا على نقل الاأوكسجين للأنسجة. ويشارك في الأوعية الدموية والتنمية العصبية. وقد يكون بمثابة الوراء العصبي. ويتوسط أكسيد النيتريك في الثدييات من الكالسيوم / كالمودولين أنوش (NOS البطانية) وnNOS (NOS العصبية). شكل الإسوي محرض، iNOS، تشارك في الاستجابة المناعية، يربط كالمودولين بتركيزات ذات الصلة من الناحية الفسيولوجية، وتنتج NO كآلية مناعية دفاعية.

## رد الفعل
- أرجينين + 3/2 NADPH + H + + 2 O 2 = سيترولين + أكسيد النيتريك + 3/2 NADP +
يقوم أكسيد النيتريك الإسوي بتحفيز تسرب جوانب ردود الفعل الأخرى، مثل غزارة الإنتاج على حساب NADPH.
يعتبر حمض النتريك سينثاز هو لالانزيم الوحيد المعروف الذي يربط فلافين ثنائي النوكليوتيد الأدينين (FAD)، مع فلافين النوكليوتيد (FMN)، الهيم، (BH 4) والكالمودولين.

## الوظيفة
ينتج أول اكسيد النيتروجين بواسطة خلايا الدم البيضاء عند الإصابة بالكائنات المذكورة حيث يتم ضبط الكمية المناسبة منه حسب الحالة بواسطة مورث ينظم افراز انزيم حمض النتريك سينثاز (Nitric oxide synthase-NOS2).
قام الباحثون بدراسة حالة 179طفلا تنزانيا تعرض بعضهم لملاريا الدماغ، وقد اشارت الدراسة إلى انه كلما زاد افراز (NO)بواسطة انزيم (NOS2)كلما قل عدد المعرضين لمرض الماريا المذكور.
كذلك قام الباحثون بفحص الحامض النووي منقوص الاكسجين لاكثر من الف من الأطفال الكينيين، حيث اتضح لديهم ان الأطفال الذين لديهم المورث المسؤول عن افراز انزيم (NOS2), لم يكن يعانون من مرض ملاريا قر الدم.
و يخلص الباحثون إلى ان الخطط الحديثة لمقاومة وعلاج الملاريا تنصب في زيادة افراز أول اكسيد النيتروجين بواسطة خلايا الدم البيضاء عند الإصابة بالكائنات الممرضة.

## التصنيف
مختلف أعضاء الأسرة في حمض النتريك تتم عملية الشيفرة بواسطة الجينات المنفصلة. في حمض النتريك سينثاز والذي يعتبر واحد من الإنزيمات الأكثر تنظيما في علم الأحياء. وهناك ثلاثة أنواع إسوية معروفة لهذا الانزيم وهي، التأسيسي (CNOS) والثالث وهو محرض (iNOS) [5] والمستنسخ من NOS . 5 في الآونة الأخيرة، تم اكتشاف نشاط NOS في العديد من أنواع البكتيرية، بما في ذلك مسببات الأمراض عصيات الجمرة الخبيثة والمكورات العنقودية الذهبية. Recently, NOS activity has been demonstrated in several bacterial species, including notorious pathogens Bacillus anthracis and Staphylococcus aureus.
وقد تم تصنيف أشكال مختلفة من NO سينسيز على النحو التالي:
| الاسم                               | الجين             | الموقع                                                  | الوظيفة                                                             |
| ----------------------------------- | ----------------- | ------------------------------------------------------- | ------------------------------------------------------------------- |
| العصبية NOS (nNOS أو NOS1)          | NOS1، كروموسوم 12 | نسيج عصبي، عضلة هيكلية من النوع الثاني (II)             | خلية الاتصال                                                        |
| NOS محرض (iNOS أو NOS2)             | NOS2، كروموسوم 17 | جهاز المناعة، جهاز الدوران(نظام القلب والأوعية الدموية) | المناعة المدافعة ضد مسببات الأمراض                                  |
| NOS البطانية (أنوش أو NOS3 أو CNOS) | NOS3، كروموسوم 7  | البطانة                                                 | توسيع الأوعية                                                       |
| NOS البكتيرية (bNOS)                | متعدد             | بكتيريا إيجابية الغرام                                  | الاجهزة المناعية المدافعة مثل،إجهاد تأكسدي، مضاد حيوي، جهاز المناعة |

## تفاعل كيميائي
أكسيد النيتريك NO يتم عن طريق تحفيز إنتاج لأكسدة الخمسة في الإلكترون من النيتروجين الغوانيدينو من L-أرجينين (L-الأرجنتين). أكسدة L-الأرجنتين إلى L-سيترولين يحدث عن طريق اثنين من ردود الفعل.

## هوامش
- ملاحظة 1 الاختصار من nitric oxide synthases

## وصلات إضافية
- Nitric+oxide+synthase في المكتبة الوطنية الأمريكية للطب نظام فهرسة المواضيع الطبية (MeSH).

- The Nobel Prize in Physiology or Medicine 1998
- University of Edinburgh, School of Chemistry - NO Synthase
- Nitric Oxide Synthase in Proteopedia